# Cassio (Comicserie)
Cassio ist eine von 2007 bis 2015 erschienene frankobelgische Comicserie von Stephen Desberg und Henri Reculé. Die neunbändige Serie handelt vom Mord an Lucius Aurelius Cassio, einem der reichsten und einflussreichsten Männern Roms, im Jahr 145 nach Christus.
Die Serie umfasst drei Zyklen: Im ersten Zyklus wird aufgeklärt, wer die vier Attentäter sind, der zweite Zyklus erklärt, warum sie zusammen gegen Cassio versammelt waren und der dritte zeigt, wie Cassio dem Attentat entkommen konnte.

## Allgemein
- Szenario: Stephen Desberg
- Zeichnungen: Henri Reculé
- Farben: Henri Reculé (Band 1, 7), Renaud Angles (Band 2), Bertrand Denoulet (Band 3–6), Kattrin (Band 7–9)
- Seitenzahl: 48 (Band 1–8), 64 (Band 9)

## Inhalt

### Kurzfassung
Die Geschichte wird auf zwei Handlungsebenen erzählt. Einerseits wird das Leben von Lucius Aurelius Cassio im zweiten Jahrhundert nach Christus beleuchtet. Andererseits versucht die Archäologin Ornella Grazzi in der Gegenwart herauszufinden, wer die Mörder Cassios waren und gerät dadurch selbst in Gefahr.

### Hauptfiguren
- Lucius Aurelius Cassio: Er ist der Sohn eines römischen Bürgers und einer ägyptischen Prinzessin aus Theben. In seiner Jugend lebte er in Ephesos. Seine Redekunst hilft ihm einer der mächtigsten und reichsten Anwälte Roms zu werden. Kaiser Antoninus Pius dient er als Leibarzt, dessen geheimnisvolle Pulver Wunder bewirken. Im Jahr 145 n. Chr. wird sein Körper eines Morgens mit vier Stichwunden durchbohrt aufgefunden.
- Ornella Grazzi: Eine junge Archäologin aus Rom. Fasziniert von den mysteriösen Todesumständen Cassios möchte sie seine Mörder entlarven. Durch ihre Entdeckungen gerät sie selbst in Gefahr.
- Lukas Tannhäuser: Ein reicher älterer Herr, der sich ebenfalls für Cassios Geschichte interessiert. Später stellt sich heraus, dass Tannhäuser mit dem Geheimdienst zusammenarbeitet.

### Nebenfiguren (Die vier Mörder)
- Caius Lernus Livion: Ein Jugendfreund Cassios aus Ephesos. Durch den Mord an Cassios Freundin wird er zu Cassios Feind.
- Marcus Quintus Honorius: Ein römischer Geschäftsmann aus Antiochia.
- Antinoe: Eine reiche Prostituierte aus Alexandria.
- Reptah: Hohepriester eines fast vergessenen ägyptischen Gottes.

## Veröffentlichungen
Im französischsprachigen Original erschienen die Alben zwischen 2007 und 2015 im Verlag Le Lombard.
Zwischen Januar und April 2009 erfolgte in Deutschland der Abdruck des ersten Bandes in Fortsetzungen im Comicmagazin ZACK. Nach dem ersten Band wurde die Serie eingestellt, da sie zu brutal sei. Der erste Zyklus (Band 1–4) wurde schließlich 2011 als Gesamtausgabe im Mosaik Steinchen für Steinchen Verlag als ZACK Edition veröffentlicht. Von 2015 bis 2019 wurde der Abdruck der einzelnen Bände im ZACK fortgesetzt und die Serie abgeschlossen.
| Nr.       | deutscher Titel            | Magazinabdruck in ZACK         | Originaltitel                   | ISBN (der dt. Ausgabe) |
| --------- | -------------------------- | ------------------------------ | ------------------------------- | ---------------------- |
| 1. Zyklus |                            |                                |                                 |                        |
| 1         | Der erste Mörder           | #115 – #118 (Jan bis Apr 2009) | Le premier assassin (2007)      | ISBN 978-3-941815-67-4 |
| 2         |                            | -                              | Le second coup (2009)           | ISBN 978-3-941815-67-4 |
| 3         |                            | -                              | La troisième plaie (2009)       | ISBN 978-3-941815-67-4 |
| 4         |                            | -                              | Le dernier sang (2010)          | ISBN 978-3-941815-67-4 |
| 2. Zyklus |                            |                                |                                 |                        |
| 5         | Der Weg nach Rom           | #188 – #191 (Feb bis Mai 2015) | Le chemin de Rome (2012)        |                        |
| 6         | Der Ruf des Leids          | #200 – #203 (Feb bis Mai 2016) | L'appel de la souffrance (2012) |                        |
| 3. Zyklus |                            |                                |                                 |                        |
| 7         | Das Erwachen einer Göttin  | #213 – #216 (Mrz bis Jun 2017) | Le réveil d'une déesse (2013)   |                        |
| 8         | Der Maler des Todes        | #227 – #230 (Mai bis Aug 2018) | Le peintre des morts (2014)     |                        |
| 9         | Das Reich der Erinnerungen | #242 – #246 (Aug bis Dez 2019) | L'empire des souvenirs (2015)   |                        |

## Rezeption
„Cassio ist eindeutig eine dieser historischen Krimiserien, bei denen der erste Band mehr Fragen aufwirft, als Antworten gibt. Somit ist eine Veröffentlichung aller vier Bände als "All-in-One" nicht das Verkehrteste. Die Geschichte ist sehr durchdacht, lässt den Leser von Beginn an miträtseln und gibt immer nur so viel Hinweise, so dass man glaubt, man weiß über den weiteren Hergang Bescheid. [...]
Die Zeichnungen von Henri Reculé dienen der Sache. Sie sind unspektakulär und solide. Es gibt keine weitschweifigen Landschaftsaufnahmen, keine detaillierten Gebäudebilder oder gar ein extravagantes Panellayout. Der Mann hat's handwerklich drauf, seine Personen sehen gut aus. Das reicht, um zu punkten.“